# Ставкі (Куявсько-Поморське воєводство)
Ставкі (пол. Stawki) — село в Польщі, у гміні Александрув-Куявський Александровського повіту Куявсько-Поморського воєводства.
Населення — 646 осіб (2011).
У 1975-1998 роках село належало до Влоцлавського воєводства.

## Демографія
Демографічна структура станом на 31 березня 2011 року:
|          | Загалом | Допрацездатний вік | Працездатний вік | Постпрацездатний вік |
| -------- | ------- | ------------------ | ---------------- | -------------------- |
| Чоловіки | 315     | 93                 | 208              | 14                   |
| Жінки    | 331     | 67                 | 209              | 55                   |
| Разом    | 646     | 160                | 417              | 69                   |